# IPad Pro (4-го поколения)
iPad Pro (4-го поколения) — экземпляр из серии планшетов корпорации Apple, являющийся развитием ранее вышедшего iPad Pro 2018 года. Представляет собой улучшенную версию планшетов iPad с большими дисплеями — 11 и 12,9 дюйма. iPad Pro 2020 года оборудован процессором Apple A12Z.
Впервые в оснащение iPad Pro вошёл лидар — сканер который измеряет точное время прохождения света, отражённого от поверхности объектов на расстоянии до пяти метров. Он функционирует и в помещении, и на улице взаимодействуя с продвинутыми камерами и датчиками движения iPad Pro, а также с различными фреймворками iPadOS, чтобы определить глубину пространства для реализации различных приложений дополненной реальности.

## Характеристики

### Дисплей
- Дисплей Liquid Retina
- Дисплей Multi‑Touch с подсветкой LED и технологией IPS
- Разрешение 2388×1668 пикселей / 2732×2048 пикселей (264 пикселя/дюйм)
- Широкий цветовой охват (P3)
- Технология True Tone
- Олеофобное покрытие, устойчивое к появлению следов от пальцев
- Полностью ламинированный дисплей
- Антибликовое покрытие
- Коэффициент отражения 1,8 %
- Яркость 600 кд/м²

### Камера
- Камера 12 Мп
- Диафрагма ƒ/1.8
- 5‑кратный цифровой зум
- Пятилинзовый объектив
- Вспышка True Tone Quad‑LED
- Панорамная съёмка (до 63 Мп)
- Защита объектива сапфировым стеклом
- Сенсор BSI
- Гибридный ИК‑фильтр
- Автофокус с технологией Focus Pixels
- Фокусировка касанием с технологией Focus Pixels
- Live Photos со стабилизацией изображения
- Широкий цветовой диапазон для фотографий и Live Photos
- Улучшенный алгоритм местной тональной компрессии
- Контроль экспозиции
- Шумоподавление
- Функция Smart HDR для фотосъёмки
- Автоматическая стабилизация изображения
- Серийная съёмка
- Режим таймера
- Привязка фотографий к месту съёмки
- Форматы изображений: HEIF и JPEG

### Передняя камера TrueDepth
- Фотографии 7 Мп
- Режим «Портрет»
- Портретное освещение
- Animoji и Memoji
- Запись HD‑видео 1080p с частотой 30 или 60 кадров/с
- Вспышка Retina Flash
- Диафрагма ƒ/2.2
- Широкий цветовой диапазон для фотографий и Live Photos
- Функция Smart HDR
- Сенсор BSI
- Автоматическая стабилизация изображения
- Серийная съёмка
- Контроль экспозиции
- Режим таймера

### Аудио
Аудиосвязь
- Аудиозвонки FaceTime
- С iPad по Wi-Fi или сотовой сети на любое устройство с поддержкой FaceTime

Динамики
- 4 динамика

Микрофоны
- Пять микрофонов для звонков, записи видео и аудио

### Сотовая и беспроводная связь
Все модели:
- Wi‑Fi (802.11a/b/g/n/ac); одновременная поддержка двух диапазонов (2,4 ГГц и 5 ГГц); HT80 с технологией MIMO
- Технология Bluetooth 5.0

Модели Wi‑Fi + Cellular:
- UMTS/HSPA/HSPA+/DC‑HSDPA (850, 900, 1700/2100, 1900, 2100 МГц); GSM/EDGE (850, 900, 1800, 1900 МГц)
- Gigabit Class LTE (модели A1934 и A1895: диапазоны 1, 2, 3, 4, 5, 7, 8, 11, 12, 13, 14, 17, 18, 19, 20, 21, 25, 26, 28, 29, 30, 34, 38, 39, 40, 41, 42, 46, 66)4
- Только данные
- eSIM

### Геопозиция
Все модели:
- Цифровой компас
- Wi‑Fi
- Функция точного определения местоположения iBeacon

Модели Wi‑Fi + Cellular:
- Assisted GPS, ГЛОНАСС, Galileo и QZSS
- Сотовая связь

### Датчики
- Face ID
- Трёхосевой гироскоп
- Акселерометр
- Барометр
- Датчик внешней освещённости

### Face ID
- Распознавание лица с помощью камеры TrueDepth
- Разблокировка iPad
- Защита личных данных в приложениях
- Покупки в iTunes Store и App Store
- подтверждать покупку через apple pay

### Питание и аккумулятор
iPad Pro 11 дюймов
Встроенный литий-полимерный аккумулятор ёмкостью 29,37 Вт∙ч
iPad Pro 12,9 дюйма
Встроенный литий-полимерный аккумулятор ёмкостью 36,71 Вт∙ч
Время работы:
Все модели
До 10 часов работы в интернете по сети Wi‑Fi, просмотра видео или прослушивания музыки
Зарядка от адаптера питания или через порт USB‑C компьютера
Модели Wi-Fi + Cellular
До 9 часов работы в интернете по сотовой сети

## Функции

### Аппаратное обеспечение
Модель 2020 года оснащена процессором Apple A12Z с восьмиядерным процессором и графическим процессором, поддержкой Wi-Fi 6 и модернизированной камерой с широкоугольной камерой 12 МП, сверхширокоугольной камерой 10 МП и сканером LiDAR для дополненной реальности. . В моделях с 2018 по 2020 год объем ОЗУ был увеличен с 4 до 6 ГБ (4–6 ГиБ) на моделях 128 ГБ, 256 ГБ и 512 ГБ. Модели 4-го поколения емкостью 1 ТБ имеют те же 6 ГБ ОЗУ, что и модели 2018 года. Базовый вариант хранения был увеличен вдвое с 64 ГБ до 128 ГБ.

### Аксессуары
22 апреля 2020 года была выпущена новая клавиатура Magic Keyboard, которая включает в себя трекпад, клавиши с подсветкой, порт USB-C для сквозной зарядки и консольную конструкцию, позволяющую iPad Pro «парить» над клавишами. Magic Keyboard совместима с iPad Pro 3-го и 4-го поколений. Поддержка трекпадов, мышей и указывающих устройств была анонсирована как функция версии 13.4 iPadOS, выпущенной 24 марта 2020 года.
Как и его предшественник, эта версия iPad Pro поддерживает Apple Pencil, различные чехлы и аксессуары USB-C.

## Прием
Модель iPad Pro 2020 года была воспринята техническими обозревателями неоднозначно, ведь это незначительный скачок технических характеристик. Хотя добавление оперативной памяти и изменение вариантов хранения приветствовались, датчик LiDAR, который Apple добавила для расширения возможностей AR, рекламировался как функция, которую будут использовать лишь немногие клиенты. Дитер Бон из The Verge приветствовал новую настройку камеры. Однако он посчитал устройство недостаточным как инструмент для видеоконференций. Бон отметил, что, несмотря на то, что большинство пользователей iPad теперь используют устройство в основном в ландшафтном режиме в чехле с клавиатурой, Apple продолжает размещать фронтальную камеру на коротком краю устройства, что более совместимо с портретным режимом. Он добавил: «В iPadOS Apple не позволяет приложениям использовать камеру, если они не активны на переднем плане. Это хорошо с точки зрения душевного спокойствия, но совершенно ужасно для видеоконференций».